# تام کرول (بازیکن فوتبال)
توماس جیمز کرول (انگلیسی: Thomas James Carroll؛ زادهٔ ۲۸ مهٔ ۱۹۹۲) بازیکن فوتبال اهل انگلستان است.
از باشگاه‌هایی که در آن بازی کرده‌است می‌توان به تاتنهام هاتسپر، لیتون اورینت، دربی کانتی، کویینز پارک رنجرز، سوانزی سیتی، و استون ویلا اشاره کرد.